# BAE Systems Taranis
BAE Systems Taranis je stealth brezpilotno bojno letalo (UCAV), ki ga trenutno razvija britanski BAE Systems.  Poimenovan je po Keltskem bogu groma - Taranisu. Prototip, ki ga trenutno razvijajo je t. i. demonstrator tehnologije, prva operativna letala na bazi tega letala naj bi vstopila v uporabo po letu 2030. Taranis naj bi imel interkontinentalni dolet in naj bi imel pol-avtonomnno vodenje - lahko bi letel avtomatsko ali pa se ga bo upravljalo preko satelitske povezave. Oborožen bo lahko z raketami zrak-zrak ali bombami za napade na kopenske cilje. Taranis bo uporabljal tehnologijo manjše radarske opaznosti - stealth.